# Jedi Mind Tricks
Jedi Mind Tricks (JMT) es un grupo underground de hip-hop de Filadelfia, Estados Unidos. El grupo lo forman dos amigos de instituto, Vinnie Paz (Vincenzo Luvineri) Mc -antes conocido como Salenko- y Stoupe (K. Z. Baldwin) como productor y DJ. El grupo es conocido por las originales producciones de Stoupe y por las afiladas letras de Vinnie, además de por su lista de colaboraciones con importantes artistas de rap, como Kool G Rap, Heltah Skeltah, Ras Kass, Canibus, Killah Priest, y GZA del Wu-Tang Clan.

## Biografía
JMT debutó oficialmente con el EP Amber Probe en 1996, que además, sería incluido como cara-b de su primer LP; The Psycho-Social, Chemical, Biological & Electro-Magnetic Manipulation of Human Consciousness, que fue publicado un año más tarde. El álbum estaba ambientado en las teorías de conspiración de la antigua mitología de oriente medio. En esta compilación también participaron sus amigos de Filadelfia The Lost Children of Babylon y Apathy (de Demigodz) en varias canciones. Sin embargo, The Lost Children of Babylon se separaron de Jedi Mind Tricks.
Poco tiempo después de publicar su primer LP, Ikon (ahora conocido como Vinnie Paz) tuvo la idea de crear un gran grupo de grandes artistas underground de hip hop de la costa este de EE. UU., llamada Army of the Pharaohs (abreviado, AotP). En 1998 se publicó el EP The Five Perfect Exertions, con la participación de Chief Kamachi, Virtuoso, 7L & Esoteric, y Bahamadia e Ikon. El EP fue remezclado para el siguiente álbum de JMT: Violent By Design (2000). Por razones desconocidas, las piezas de Chief Kamachi fueron omitidas en la publicación. El LP, que originalmente llevaba el título de Polymatrix: Reincarnation of the Hologramic Christ y se convirtió en uno de los mejores trabajos del grupo y definitivamente proclamó a JMT como uno de los grandes grupos de hip-hop underground.
Con una presencia feroz, Ikon se volvió más agresivo que nunca en el micrófono. Además, presentó al mundo a su viejo amigo Jus Allah (a.k.a. Megatraum a.k.a. Megallah a.k.a. Ominous a.k.a A Jus) que salió de la universidad tras una corta estancia. Seguidor del movimiento Five Percent, Jus se presentó en todos los temas no-AotP del LP Violent by Design, ganándose el estado de tercer miembro no oficial de JMT. A pesar de su falta de experiencia, rápidamente demostró que tenía una gran capacidad como MC. La lista de colaboraciones en este álbum, también fue muy larga, con Mr. Lif, Planetary of Outerspace, Louis Logic, Diamondback, L-Fudge, B.A. Barakus, J-Treds, Killa Sha, y Tragedy Khadafi, además de algunos interludios telefónicos de Mr. Len.
Durante la grabación de Violent By Design (1999-2000), Ikon finalmente cambió su alias al actual, Vinnie Paz, inspirado en el boxeador Vinny Paz. Se cree que la razón de este cambio fue el resultado de una pequeña rivalidad con el rapero de su misma ciudad Icon the Mic King, por lo que Vinnie decidió cambiar su alias para evitar cualquier confusión. Además, por aquel entonces, se declaró seguidor del islam, y no ha tenido ningún problema para manifestarlo en sus canciones en numerosas referencias desde que lo anunció. Su compañero de grupo, Stoupe es practicante del budismo.
A finales del 2001, Jedi Mind Tricks firmó con Babygrande Records, fundada por Chuck Wilson. Así, Stoupe y Paz cerraron su pequeño sello Superegular y migraron a Babygrande. Finalmente Jus Allah dejó el grupo sin ningún tipo conflictos, manteniendo la amistad. 
Pero poco tiempo después, Jus Allah, en una sorprendente entrevista, publicada en internet con unas fuertes acusaciones hacia sus antiguos compañeros denomina fraudulentos, homosexuales y "blancos demonios de las cavernas" a sus ya excompañeros. Aparentemente, lo hizo para promocionar su próximo EP White Nightmare en el sello de Virtuoso Omnipotent Records. Estas declaraciones prácticamente aislaron completamente a Jus de la escena underground de Filadelfia. Ambos bandos de la discusión no hablaron con el otro durante tres años. Además Virtuoso tuvo que cesar sus colaboraciones con JMT y fue expulsado de Army of the Pharaohs por su apoyo a Jus, entre otras razones.
A mediados del 2003 se lanzó el tercer LP, Visions of Gandhi. En una entrevista, Paz dijo que el título estaba inspirado en un verso de Foxy Brown en la canción de Nas "Affirmative Action", y expresa la necesidad de una figura que represente el cambio social no violento, como Gandhi, en un mundo post-11S.
Irónicamente, Paz intensificó la agresividad en algunas de sus letras contra los cristianos y los homosexuales en nombre de Allah. Stoupe, ahora con un estudio profesional en Nueva York amplió la variedad de sus producciones, incorporando grandes samples orquestales y una inspiración latina mayor. El álbum ayudó a expandir la audiencia del grupo y el éxito comercial continuó creciendo, a pesar de la contrariedad de algunos de sus fanes.
Algo más de un año después, JMT continuó su línea creativa con Legacy of Blood, esta vez con pocas colaboraciones. Inspirados por las lecciones de Gandhi, Stoupe y Vinnie intentaron lograr un equilibrio razonable entre los últimos dos álbumes. Paz también agregó un aspecto más personal a sus líricas, más notable en el tema "Before the Great Collapse".
En febrero de 2005, Babygrande anunció oficialmente que Jus Allah había firmado con el sello tras haberse reconciliado con sus antiguos compañeros. Babygrande publicó su esperado LP de debut, All Fates Have Changed en mayo del mismo año. No obstante tras una disputa con el gerente del sello, Chuck Wilson, poco después de la publicación, Jus dejó Babygrande y negando cualquier nueva asociación con Jedi Mind Tricks.
En marzo de 2006, con la reunificación de Army of the Pharaohs, se publicó el LP The Torture Papers. Para esta ocasión la crew había crecido considerablemente, y está formada por Vinnie Paz, Chief Kamachi, 7L & Esoteric, Apathy, Celph Titled, Planetary & Crypt the Warchild (Outerspace), King Syze, Faez One, Reef the Lost Cauze, y el nuevo Jedi Mind Tricks, Des Devious. Como se pudo comprobar, Virtuoso y Bahamadia, no se asocian más con AotP.
El quinto álbum de Jedi Mind Tricks, titulado Servants In Heaven, Kings In Hell, fue publicado en el verano de 2006.
El 11 de noviembre de 2008, Jedi Mind Tricks lanza su sexto álbum bajo el título A History of Violence, con la vuelta al grupo de Jus Allah como una de las principales novedades. Un mes antes, en la página web oficial de Babygrande, se anuncia la salida de este álbum al mismo tiempo que se incluye un enlace para escuchar o descargar el primer sencillo del álbum: Monolith.

Más tarde,en 2010 Army of the Pharaohs lanzaría su nuevo álbum "The unholy terror".

## Discografía

### Álbumes
- The Psycho-Socccial, Chemical, Biological & Electro-Magnetic Manipulation of Human Consciousness, 1997 (reeditado con bonus-tracks en 2003)

- The Psycho Social 1997
- Violent By Design, 2000 (reeditado con edición Deluxe con bonus-tracks y video DVD en 2004)
- Animal Rap, 2003
- Visions of Gandhi, 2003
- Outerspace, 2004
- Legacy of Blood, 2004
- Army of the Pharaohs - The Torture Papers, 2006
- Servants In Heaven, Kings In Hell, 2006
- Army of the Pharaohs - Ritual of Battle, 2007
- Doap Nixon - Sour Diesel, 2008
- A History of Violence, 2008
- Vinnie Paz - Season of the Assassin 2010
- Violence begets Violence 2011

### EP
- Amber Probe EP, 1996

### Compilaciones
- Army of the Pharaohs: The Five Perfect Exertions / War Ensemble EP, 1998
- Army of the Pharaohs: Rare Shit, Collabos, and Freestyles, 2003 (Visions of Gandhi tour exclusive)

### Álbumes de Army of the Pharaohs
- Army of the Pharaohs: Heavy Lies The Crown, 2014
- Army of the Pharaohs: In Death Reborn, 2014
- Army of the Pharaohs: The Torture Papers, 2006
- Army of the Pharaohs: Ritual of Battle, 2007 (previsto lanzamiento otoño 2007)
- Army of the Pharaohs: The Unholy Terror, 2010
- Army of the Pharaohs: In Death Reborn,  2014